# Politique au Vietnam
La politique au Vietnam s'exerce dans le cadre déterminé par la constitution de la république socialiste du Vietnam adoptée en 2013.

## Parti unique
Le Vietnam est un État communiste à parti unique. L'article 4 de la constitution de 2001 dispose que :

« Le Parti communiste du Viêt Nam, détachement d'avant-garde de la classe ouvrière, représentant fidèle des intérêts de la classe ouvrière, du peuple travailleur et de toute la nation, adepte du marxisme-léninisme et de la pensée de Ho Chi Minh, est la force dirigeante de l'État et de la société. »

Le préambule de la constitution entend institutionnaliser « la relation entre le Parti communiste qui dirige, le peuple qui maîtrise et l'État qui administre ».

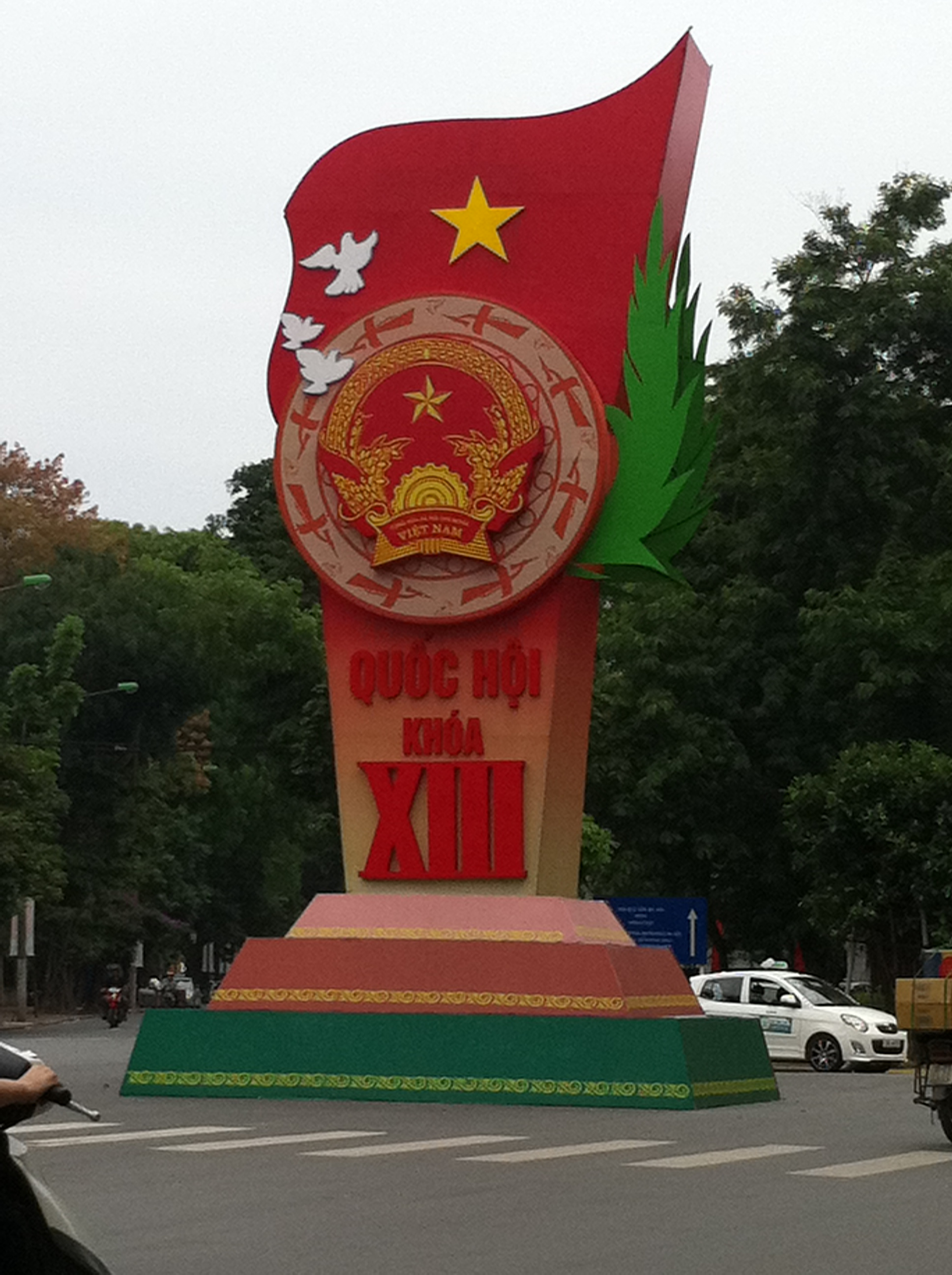
Un monument vantant l'État à Hanoï.

## Assemblée nationale
L'organe suprême de l'État est l'Assemblée nationale renouvelée tous les cinq ans. Celle-ci est élue au suffrage indirect par tous les vietnamiens âgés de plus de 18 ans. Elle élit le président de l'État au rôle symbolique et le Premier ministre et son gouvernement. Ils sont les deuxième et troisième personnage de l'État, derrière le secrétaire général du Parti communiste vietnamien qui occupe la première place.

## Composition de l'exécutif
Depuis 2023, l'exécutif vietnamien est composé de :
- Lương Cường, président de l'État depuis le 21 octobre 2024
- Tô Lâm, secrétaire général du Parti communiste vietnamien depuis le 18 juillet 2024.
- Võ Thị Ánh Xuân, vice-présidente de l'État (en) depuis le 6 avril 2021.
- Phạm Minh Chính, Premier ministre depuis le 5 avril 2021.
- Trần Thanh Mẫn, président de l'Assemblée nationale depuis le 20 mai 2024.